# Контрагент
Контраге́нт (лат. contrahens — заключающий договор, действительное причастие настоящего времени от contrahere — заключать договор, досл. сцеплять, стягивать вместе; однокоренное с contractum; возведение к контр- и агент является народной этимологией) — одна из сторон договора в гражданско-правовых отношениях.
В договоре каждому из обязательств сторон взаимно противостоит (корреспондирует) право другой стороны и наоборот. В гражданско-правовых отношениях под контрагентом понимается одна из сторон договора. В роли контрагента выступают обе стороны договора по отношению друг к другу. Каждый из партнёров, заключающих контракт, считается контрагентом. Контрагентом могут называть, например, подрядчика — физическое или юридическое лицо, которое обязуется сделать определённую работу, согласно заданию заказчика, получая за это вознаграждение. 